# Anaesthetobrium luteipenne
Anaesthetobrium luteipenne är en skalbaggsart som beskrevs av Maurice Pic 1923. Anaesthetobrium luteipenne ingår i släktet Anaesthetobrium och familjen långhorningar. Inga underarter finns listade i Catalogue of Life.